# Der Donnerstag
Der Donnerstag (Originaltitel: Il giovedì) von Dino Risi ist eine Commedia all’italiana aus dem Jahr 1964. Risi führt vor, wie die Ansprüche in der Konsumgesellschaft und weibliche Erwerbstätigkeit die traditionelle Männlichkeit in Frage stellen.

## Handlung
Dino ist arbeits- und auch als Vertreter für Enzyklopädien erfolglos und lebt auf Kosten seiner Lebensgefährtin Elsa. Er hat einen achtjährigen Sohn, den zu sehen ihm die Mutter, von der er getrennt lebt, seit fünf Jahren nicht erlaubt hat. Nun darf er einen ganzen Donnerstag mit ihm verbringen.
Um beim kleinen Robertino einen möglichst guten Eindruck zu machen, mietet er mit von Elsa geliehenem Geld einen imposanten Straßenkreuzer. Damit fahren sie an verschiedene Orte Roms. Dino erzählt dem Jungen abenteuerliche Geschichten von seiner angeblichen Kriegsgefangenschaft und gibt auch sonst viel an, was der schlaue Junge bald durchschaut. Am Strand begegnen sie Elsa, die für Dino eine feste Anstellung finden konnte. Doch Dino lehnt ab, weil er noch dem Traum anhängt, mit einem großen Geschäft viel Geld zu verdienen, statt einer langweiligen Büroarbeit nachzugehen. Wütend sagt sie ihm, dass sie ihn nicht mehr sehen will. Beim weiteren Verweilen mit dem Jungen merkt Dino, dass sein Sohn in den vornehmen Sphären, in denen sich seine Mutter bewegt, erstickt und vermittelt ihm etwas vom Leben. Er lässt mit den Händen essen statt mit Besteck. Irgendwann hat Dino kein Geld mehr, um den benzindurstigen Wagen zu betanken und muss ihn stehenlassen. Am Ende des Tages gesteht er Robertino gegenüber ein, dass er viele Lügen erzählt und es zu nichts gebracht hat. Robertino hat seinen Vater ins Herz geschlossen und möchte ihn wiedersehen. Dino ruft Elsa an, dass er die Stelle doch annimmt.

## Kritik
S. Zambetti merkte an, Chiari agiere „zu extrovertiert, um die intime Stimmung zu ermöglichen“, die angestrebt sei – dabei „spiele er schon zurückgenommener als sonst“. Im „Cineforum“ befürchtete er weiter, dass Risi „als einer der begabtesten Regisseure sich an einem zu spärlich erdachten Drehbuch die Finger verbrenne“.